# La Gardienne des secrets
La Gardienne des secrets (Titre original: Little Secrets) est un film américain réalisé par Blair Treu, sorti en 2001 au Heartland Film Festival.

## Synopsis
L'histoire est centrée sur Émilie, une jeune fille de 14 ans, prodige du violon, qui partage les secrets les plus intimes de son voisinage. Tous les mercredis, elle installe un stand dans son jardin et écoute les pensées les plus secrètes de ses chers voisins, dont Philip, le nouveau du quartier. Le garçon, très maladroit à cause de son intérêt pour Émilie, devient un de ses clients les plus difficiles. Mais Émilie arrivera-t-elle à garder tous ces secrets pour elle ?

## Fiche technique
- Titre : La Gardienne des secrets
- Titre original : Little Secrets
- Titre québécois : Petits secrets
- Réalisation : Blair Treu
- Durée : 96 minutes
- Musique : Sam Cardon
- Date de sortie : 
  - États-Unis : 17 octobre 2001 (Heartland Film Festival)

## Distribution
- Evan Rachel Wood (VF : Marie Tirmont) : Émilie Lindstrom
- Michael Angarano (VF : Donald Reignoux) : Philip
- David Gallagher (VF : Hervé Grull) : David
- Vivica A. Fox (VF : Déborah Perret) : Pauline
- Jan Broberg Felt (VF : Véronique Augereau) : Caroline Lindstrom
- Joey Miyashima : Dr. Mezzie